# 朱秀林
朱秀林 (1955年10月—)，江苏泰州人，中共党员，教授，主要从事高分子合成化学等方面的研究工作，曾任苏州大学校长、中国学位与研究生教育学会副会长、中国教育部高等学校化学工程与工艺教学指导分委员会委员，1994年获得中国国务院政府特殊津贴。

## 生平
1978年至1987年在浙江大学化工系高分子化工专业学习，先后获得学士、硕士和博士学位。1988年1月起在苏州大学化学化工学院工作，2006年8月至2016年1月任苏州大学校长，后任苏州高博软件技术职业学院校长。